# Bašovce
Bašovce (hongrois : Bassócz) est un village de Slovaquie situé dans la région de Trnava.

## Histoire
Première mention écrite du village en 1113.

## Démographie

### Évolution de la population
| Année:               | 1994. | 2004.   | 2014.   | 2024.   |
| -------------------- | ----- | ------- | ------- | ------- |
| Nombre de personnes: | 365   | 348     | 346     | 336     |
| Différence:          |       | -4,65 % | -0,57 % | -2,89 % |

| Année:               | 2023. | 2024.   |
| -------------------- | ----- | ------- |
| Nombre de personnes: | 331   | 336     |
| Différence:          |       | +1,51 % |